# Hotnog
Hotnog este un vechi grad militar în Moldova acordat, la sfârșitul secolului al XVI-lea, comandantului peste o sută de ostași care mai era cunoscut și ca sutaș. Provine limba maghiară - "hadnagy” - ceea ce înseamnă „sublocotenent". Apare din 1446 cu sensul de comandant, șef al unei oști.